# Millenia Tower

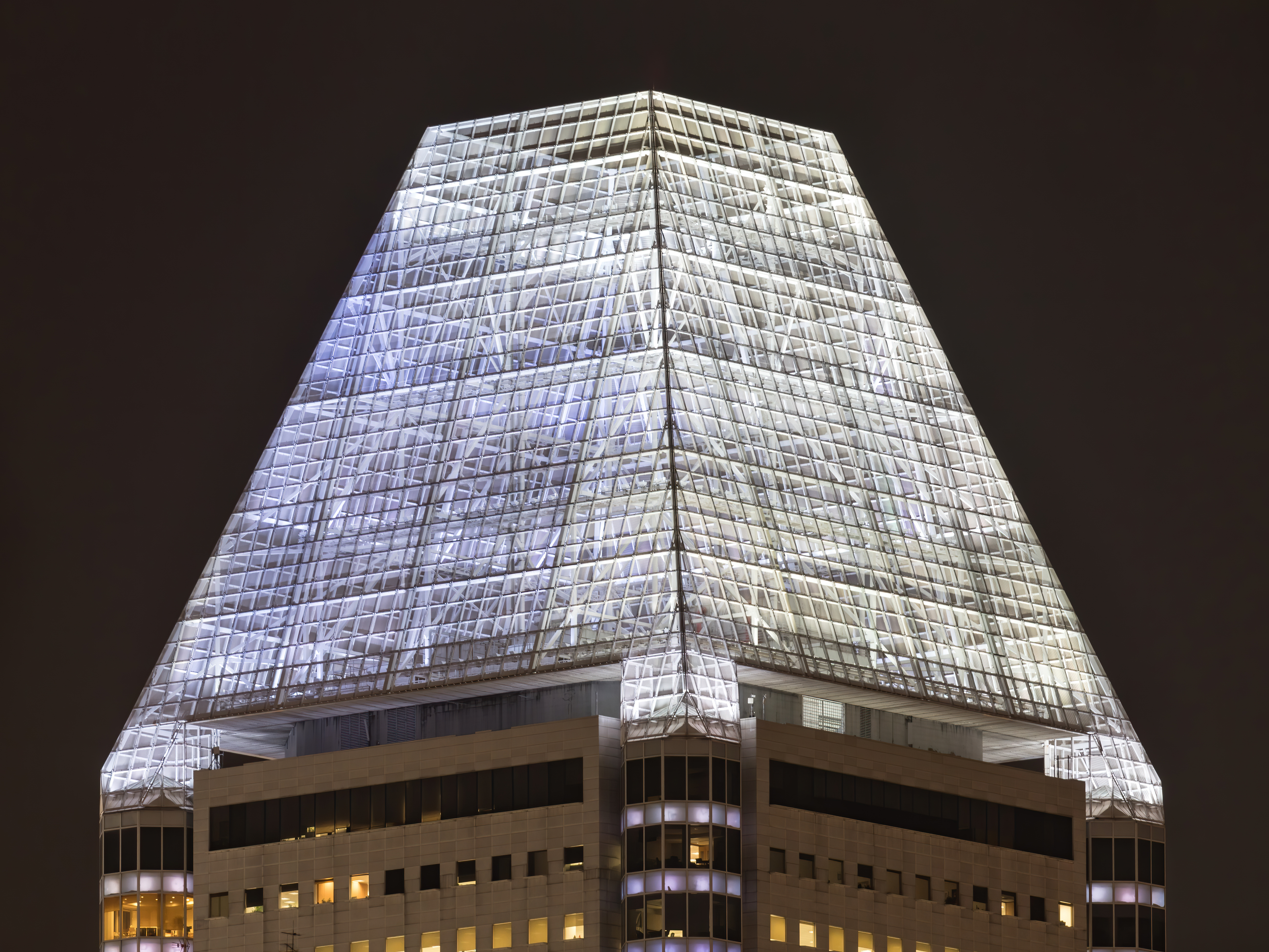
Toit pyramidal illuminé du gratte-ciel Millenia Tower, la nuit à Singapour. Juin 2018.

La Millenia Tower est un gratte-ciel de bureaux de 223 mètres de hauteur construit  à Singapour en 1996. Il a été conçu par les agences d'architecture des américains Philip Johnson et Kevin Roche et par l'agence de Singapour DP Architects.